# Christian August (Schleswig-Holstein-Sonderburg-Augustenburg)

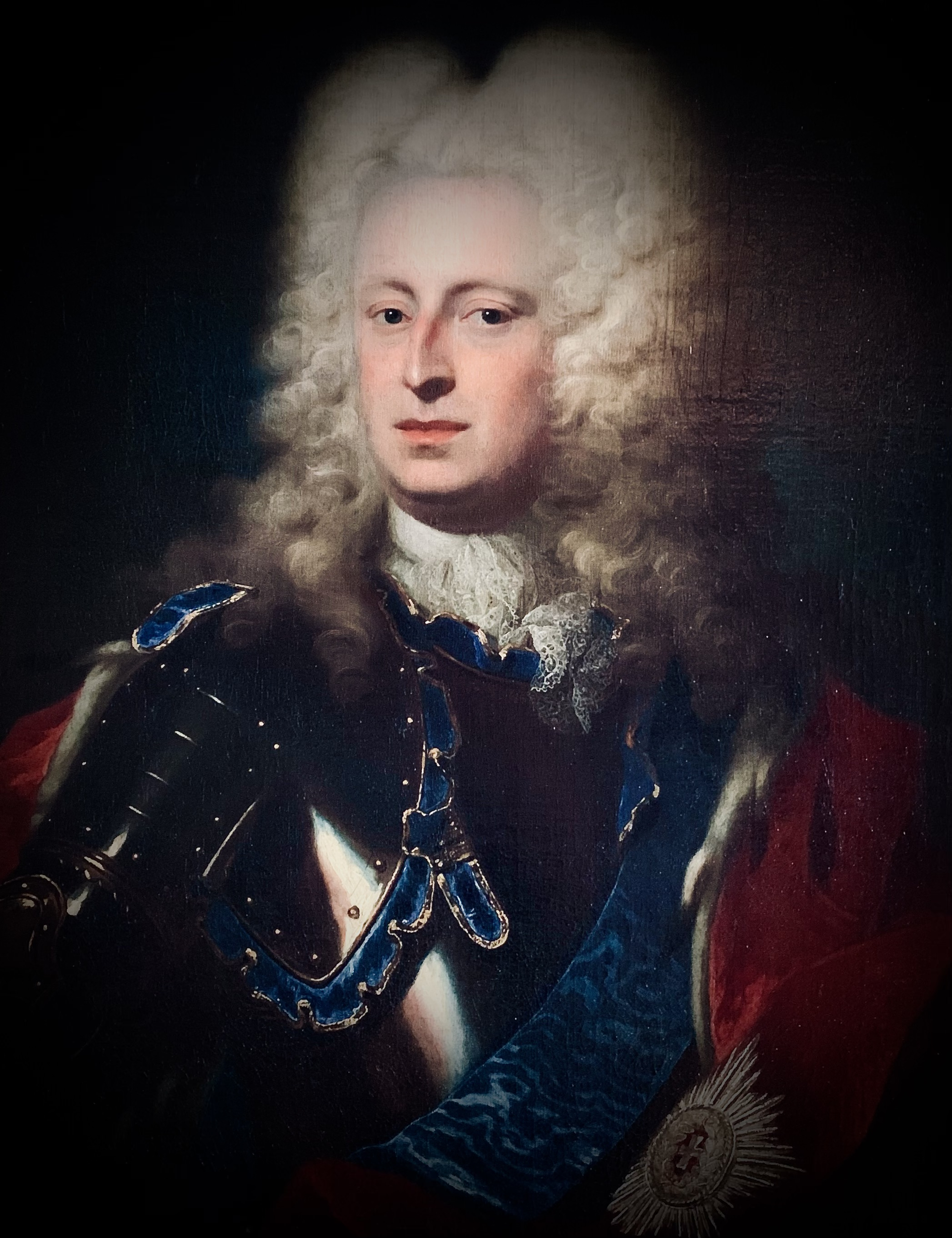
Christian August (1696–1754). Porträt von J.S. Wahl.

Christian August von Schleswig-Holstein-Sonderburg-Augustenburg (* 4. August 1696 in Schloss Augustenburg; † 20. Januar 1754 ebenda) war Herzog von Augustenburg und königlich-dänischer General der Infanterie.

## Herkunft
Seine Eltern waren Friedrich Wilhelm von Schleswig-Holstein-Sonderburg-Augustenburg (1668–1714) und dessen Ehefrau  Sophie Amalie von Ahlefeldt zu Langeland (1675–1741), Tochter des Großkanzlers Friedrich von Ahlefeldt.

## Leben
Nach dem Tod seines Vaters am 3. Juni 1714 erbte er Schloss Augustenburg mit Avlsgaard, Rumorsgaard auf Alsen und Avnbølgaard in Sundewitt. Nachdem er dem dänischen König Friedrich IV. auf Schloss Gottorf gehuldigt hatte, wurde er am 4. November 1721 zum Ritter des Elephantenordens ernannt. 1725 kaufte er mit Hilfe der Mitgift seiner Frau Schloss Gravenstein von der Familie Ahlefeldt. Dazu kaufte er die Güter Fiskebæk und Kiding sowie später noch Aarup und Kjelstrup. Am 30. Dezember 1730 erhielt er von König Christian VI. die Güter Gammelgård und Majbølgård zum Lehen. 1731 erbte er von seinem Onkel Ernst August das abgeteilte Herzogtum Augustenburg. 1733 wurde er als Nachfolger von Wilhelm Friedrich von Platen zum Gouverneur auf Alsen und Amtmann auf Sonderburg ernannt.

## Familie
Er heiratete am 21. Juli 1720 in Kalundborg Gräfin Friederike Luise von Danneskiold-Samsoe (* 2. Oktober 1699; † 2. Dezember 1744), die Tochter von Graf Christian Gyldenløve (* 28. Februar 1674; † 16. Juli 1703). Das Paar hatte folgende Kinder:
- Friedrich Christian I. (* 6. April 1721; † 13. November 1794), Herzog von Schleswig-Holstein-Sonderburg-Augustenburg (1754–1794), dänischer General ⚭ 1762 Charlotte von Holstein-Plön (* 23. April 1744; † 11. Oktober 1770)
- Emil August (* 3. August 1722; † 6. Dezember 1786), dänischer General
- Christian Ulrich (* 1. Dezember 1723; † 3. Dezember 1723)
- Sophie Charlotte (* 31. Mai 1725; † 7. Oktober 1752)
- Christine Ulrike (* 15. März 1727; † 20. Dezember 1794)
- Sofie Magdalene (* 23. Mai 1731; † 2. Juli 1799)
- Kind (*\† 1732)
- Charlotte Amalie (* 24. Januar 1736; † 22. März 1815)
- Kind (*\† 1736)